# Нобъл (окръг, Индиана)
Окръг Нобъл (на английски: Noble County) е окръг в щата Индиана, Съединени американски щати. Площта му е 1083 km², а населението е 47 457 души (1 април 2020). Административен център е град Албиън.